# Insurrection géorgienne du Texel
Seconde Guerre mondiale
Batailles
Front d'Europe de l'Ouest
- Campagnes du Danemark et de Norvège
- Bataille de France
- Bataille de Belgique
- Bataille des Pays-Bas
- Bataille d'Angleterre
- Blitz
- Opération Myrmidon
- Opération Ambassador
- Raid de Dieppe
- Sabordage de la flotte française à Toulon
- Bataille aérienne de Berlin
- Bataille de Normandie
- Débarquement de Provence
- Libération de la France
- Campagne de la ligne Siegfried
- Bataille du Benelux
- Poche de Breskens
- Bataille des Vosges (Bruyères)
- Bataille des Ardennes
- Bataille de Saint-Vith
- Siège de Bastogne
- Opération Bodenplatte
- Opération Nordwind
- Campagne de Lorraine
- Bataille d'Alsace (Forêt de la Hardt, Poche de Colmar Jebsheim)
- Campagne d'Allemagne
- Raid de Granville
- Libération d'Arnhem
- Bataille de Groningue
- Insurrection géorgienne du Texel
- Bataille de Slivice
- Capitulation allemande

Front d’Europe de l’Est

Campagnes d'Afrique, du Moyen-Orient et de Méditerranée

Bataille de l’Atlantique

Guerre du Pacifique

Guerre sino-japonaise

Théâtre américain
L'insurrection géorgienne du Texel du 5 avril 1945 au 20 mai 1945 est une insurrection organisée par des soldats géorgiens de la légion géorgienne sur l'île néerlandaise du Texel, alors occupée par les Allemands durant la Seconde Guerre mondiale. On qualifie parfois l'île, pour cette raison, de « dernier champ de bataille européen ».
Cette insurrection se solde toutefois par un échec, avant que l'armée canadienne ne vienne mettre un terme aux activités allemandes sur l'île en mai 1945.

## Contexte historique

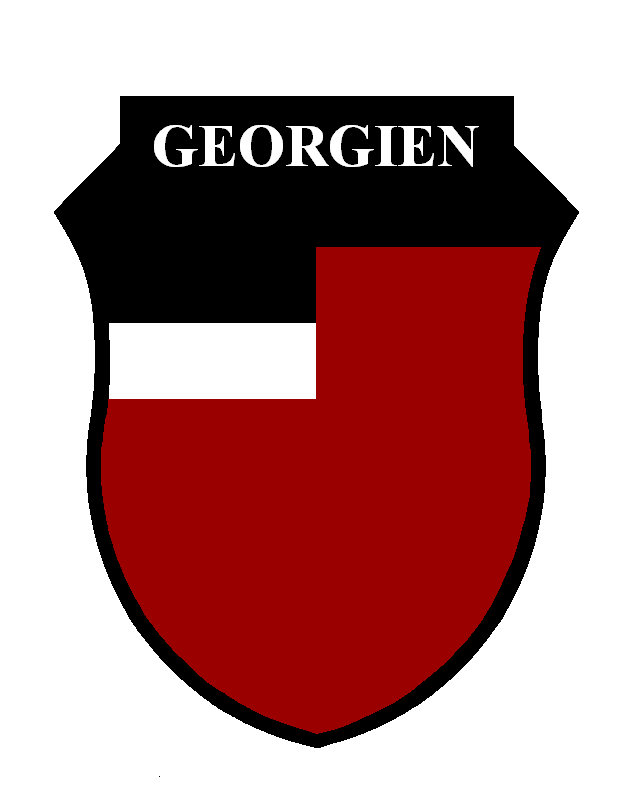
Insigne de la Légion géorgienne au sein de la Wehrmacht, reprenant les couleurs de la première république indépendante de Géorgie.

Au cours de la Seconde Guerre mondiale, Texel devint une pièce maîtresse dans le dispositif allemand du mur de l'Atlantique. Les Géorgiens, des soldats de la république socialiste soviétique de Géorgie, avaient été capturés sur le front russe et avaient choisi, plutôt que de mourir dans les camps de prisonniers, de combattre pour leurs adversaires. Ils étaient cantonnés sur l'île, servant de Hiwi dans le 822e bataillon de la légion géorgienne, l'une des légions de l'Est, des troupes auxiliaires au service de l'Allemagne (situation analogue à l'armée Vlassov, principalement composée de soldats russes anti-communistes).

## Déroulement de l'insurrection
Dans la nuit du 5 au 6 avril 1945, alors que le débarquement des troupes alliées semblait imminent, ils entrèrent en rébellion contre la garnison de 2 000 Allemands présente sur place, qui perdit environ 400 des siens cette nuit-là. Les insurgés géorgiens parvinrent même à s’assurer le contrôle de l’île un court moment, mais ils durent renoncer à capturer les pièces d’artillerie situées au nord et au sud. De ce fait, ils ne purent empêcher l’arrivée des renforts allemands. Une contre-offensive fut lancée depuis le continent, avec le soutien de blindés, et l’île fut reprise par les troupes nazies après plusieurs semaines de combats acharnés.
Au cours de cette « guerre russe », ainsi qu’elle fut baptisée à Texel, 812 Allemands, 565 Géorgiens et 123 habitants de l’île trouvèrent la mort. Les destructions furent considérables, et des dizaines de fermes partirent en fumée. Les combats se poursuivirent inutilement après la capitulation allemande concernant les Pays-Bas et le Danemark, le 5 mai 1945, et même après la capitulation générale 3 jours plus tard. Ce n’est que le 20 mai 1945 que des troupes canadiennes, arrivées sur place, parvinrent à pacifier le « dernier champ de bataille européen ». Les 228 Géorgiens survivants regagnèrent plus tard l'URSS.

## Conséquences
Les Géorgiens tombés au cours de la bataille reposent au cimetière commémoratif d'Hogeberg, près d’Oudeschild. Conformément aux dispositions adoptées lors de la conférence de Yalta, les survivants furent rapatriés de force en Union soviétique par les forces du SMERSH arrivées à Texel. Ces dernières prirent en charge 228 Géorgiens encore en vie, dont 26 furent déportés avec leur famille, et d'autres envoyés en camp de travail.
Ce fut également le sort de bon nombre des deux millions de prisonniers de guerre soviétiques rapatriés, Staline ayant toujours considéré la capture ou la capitulation de ses soldats comme un acte de trahison de leur part ; à leur retour, la grande majorité fut contrainte au travail forcé.
Le musée de l’aviation de Texel, situé dans l’aéroport de l’île, abrite une exposition permanente dédiée à cet événement.
Le 18 juillet 2007, le président géorgien Mikheil Saakachvili a prononcé en conseil des ministres un discours concernant l'insurrection de Texel et observé une minute de silence, déclarant à cette occasion :

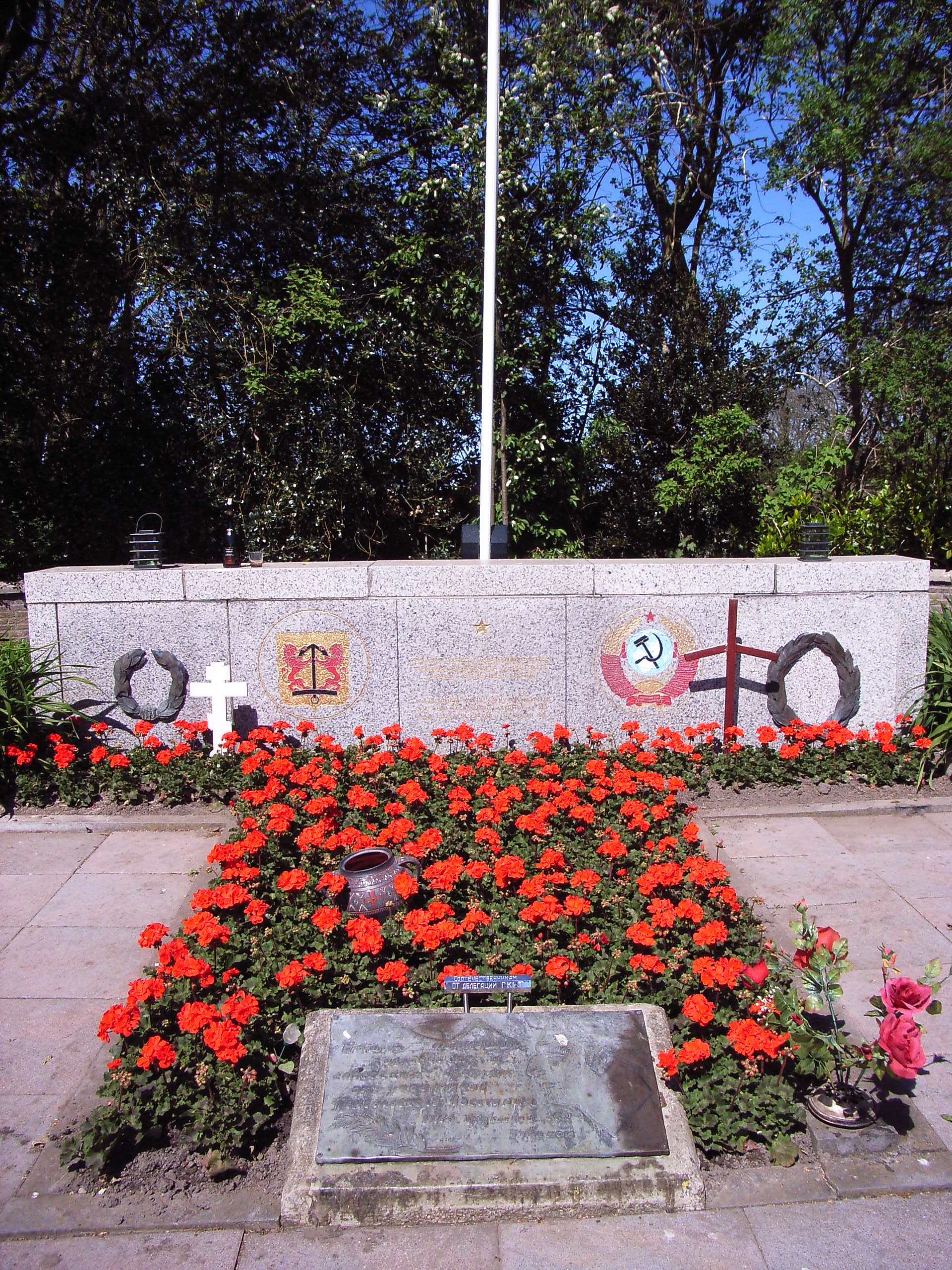
Cimetière militaire géorgien sur Texel.

« Plusieurs centaines de soldats géorgiens, complètement dépourvus d’armes, ont désarmé la garnison allemande qui les dépassait en nombre et ont opposé une résistance farouche pendant plusieurs mois. Les Géorgiens ont combattu avec une ardeur héroïque. En même temps il faut insister sur leur mission. Je voudrais dire que ces hommes ont été sous-estimés - bon nombre d'entre eux ont été arrêtés, exilés et le reste de leur vie s’est passé dans la répression. Sans l’effort exceptionnel de Rezo Tabukashvili les événements du Texel auraient été perdus pour l'histoire de la Géorgie. Et c’est quelque chose qui ne devrait pas être oublié car la Géorgie est un pays de héros. »